# Авдеевский трамвай
Авдеевский трамвай — закрытая трамвайная система в городе Авдеевке, существовавшая с 1965 года (являлась самой молодой на Украине). По состоянию на 2014 год имелось 2 маршрута, 24 км трамвайных путей и 25 вагонов (1 служебный). С 22 января 2015 года из-за артобстрелов трампарка и обесточивания контактной сети трамвайное движение остановлено. 1 октября 2016 года движение восстановлено по маршруту «Трамвайное депо — 1-я проходная АКХЗ». С января 2017 года трамвайное движение прекратилось. В настоящее время ранее законсервированная система полностью разрушена в результате боевых действий.

## История
Авдеевский трамвай был запланирован как трамвайная линия, которая объединяла бы Авдеевку с Авдеевским коксохимическим заводом (АКХЗ). Строительство было начато в 1963 году и завершено 23 августа 1965 года, когда сдали участок «пос. Химик — Центральная проходная АКХЗ». Регулярное движение было начато в сентябре 1965 года.
Авдеевский трампарк начинался с десяти спаренных вагонов КТМ-2+КТП-2 (Усть-Катавский трамвайный завод). Экипаж состоял из трёх человек: водителя и двух кондукторов. Управлял дверями прицепного вагона кондуктор. Связь с водителем осуществлялось по с помощью звукового сигнала.
16 марта 1969 года линия продлена от трампарка (пос. Химик) до ул. Некрасова по просп. Карла Маркса (ныне Центральный) и ул. Воробьёва, маршрут № 1 «ул. Некрасова — АКХЗ». В 1972 году линию от центральных проходных АКХЗ продлили до 4-х проходных на север, туда пущен маршрут № 1 «ул. Некрасова — 4-я проходная АКХЗ», а до центральных проходных пущен короткий маршрут № 2 «ул. Некрасова — Центральная проходная АКХЗ».
В 1970-х годах появился проект объединения авдеевского трамвая с донецким. Первая очередь «Авдеевка (ул. Некрасова) — посёлок Спартак» была сдана в 1972 году (около 14 лет не эксплуатировался, дожидаясь продления до Донецка), а 15 июля 1986 года по ней был пущен маршрут № 3 «пос. Химик (трампарк) — пос. Спартак». Дальнейшая реализация проекта была прекращена.
В 1977 или 1978 году в Авдеевке появились первые КТМ-5. К 1980 году все старые вагоны были порезаны на металлолом, а в Авдеевке появились «спарки» из КТМ-5. Город регулярно получал новые вагоны с Урала. Один вагон превратили в снегоочиститель, один в бытовку-раздевалку. В этот же период была построена новая тяговая подстанция в районе трампарка, которая облегчила жизнь подвесной контактной сети.
В 2003 году движение из Авдеевки в посёлок Спартак прекращено, а в январе 2004 года линия демонтирована.

#### В период российско-украинской войны
В декабре 2014 года, после начала войны, трамвай работал лишь на участке «Трамвайный парк — 4-я проходная АКХЗ». Контактная сеть на участке «Трамвайный парк — ул. Некрасова» была временно демонтирована. По причине артобстрелов трампарка и обесточивания контактной сети трамвайное движение было остановлено с 22 января 2015 года по 30 сентября 2016 года. 1 октября 2016 года движение было частично восстановлено. С января 2017 года трамвайное движение было окончательно прекращено.
До конца 2023 года инфраструктура находилась в законсервированном состоянии, была демонтирована только контактная сеть, однако с новой волной российской агрессии сеть была значительно повреждена и окончательно пришла в упадок.
На 2024 год в связи со значительными разрушениями в результате боевых действий в городе трамвайное движение считается закрытым, фактически требуется постройка системы заново, что без значительных вложений невозможно. Депо, оборудование, инфраструктура и все оставшиеся вагоны уничтожены в различной степени.

## Маршруты
- № 1 ул. Некрасова — Мельница — ул. Воробьёва — Центральный проспект — Индустриальный проспект — 4-я проходная АКХЗ
- № 2 ул. Некрасова — Мельница — ул. Воробьёва — Центральный проспект — Индустриальный проспект — Центральная проходная АКХЗ

## Подвижной состав
В последние годы все маршруты обслуживались вагонами типа:
- КТМ-5М3 (9 вагонов в рабочем состоянии из 45 всех поступивших) с 1976 года.

### Ранее были следующие типы вагонов
- КТМ2+КТП2 (10/10 вагонов) в 1965—1979 годы
- МТВ-82(9 вагонов) в 1971—1979 годы

Имелся 1 служебный вагон. Преимущественно использовалась система многих единиц, на линию выходили в среднем 3-4 сцепки.